# 2012年ロンドンオリンピックのマルタ選手団
2012年ロンドンオリンピックのマルタ選手団（2012ねんロンドンオリンピックのマルタせんしゅだん）は、2012年7月27日から8月12日までイギリスのロンドンで開催されたロンドンオリンピックマルタ選手団の名簿。

## 選手団
- 人員: 選手 5人
- 開会式旗手: ウィリアム・チェトクチ

## 種目別選手・スタッフ名簿及び成績

### 陸上競技
- Rachid Chouhal（男子100m）10秒83 予備予選敗退
- Diane Borg（女子100m）11秒92 予選敗退

### 射撃
- ウィリアム・チェトクチ（男子クレー・ダブルトラップ）予選敗退

### 競泳
- Andrew Chetcuti（男子100m自由形）51秒67 予選敗退
- Nicola Muscat（女子50m自由形）27秒22 予選敗退